# Mur du son
Ne doit pas être confondu avec mur de son.
Pour l’article ayant un titre homophone, voir Le Canard enchaîné#Le mur du çon.
Pour les articles homonymes, voir Mur (homonymie).

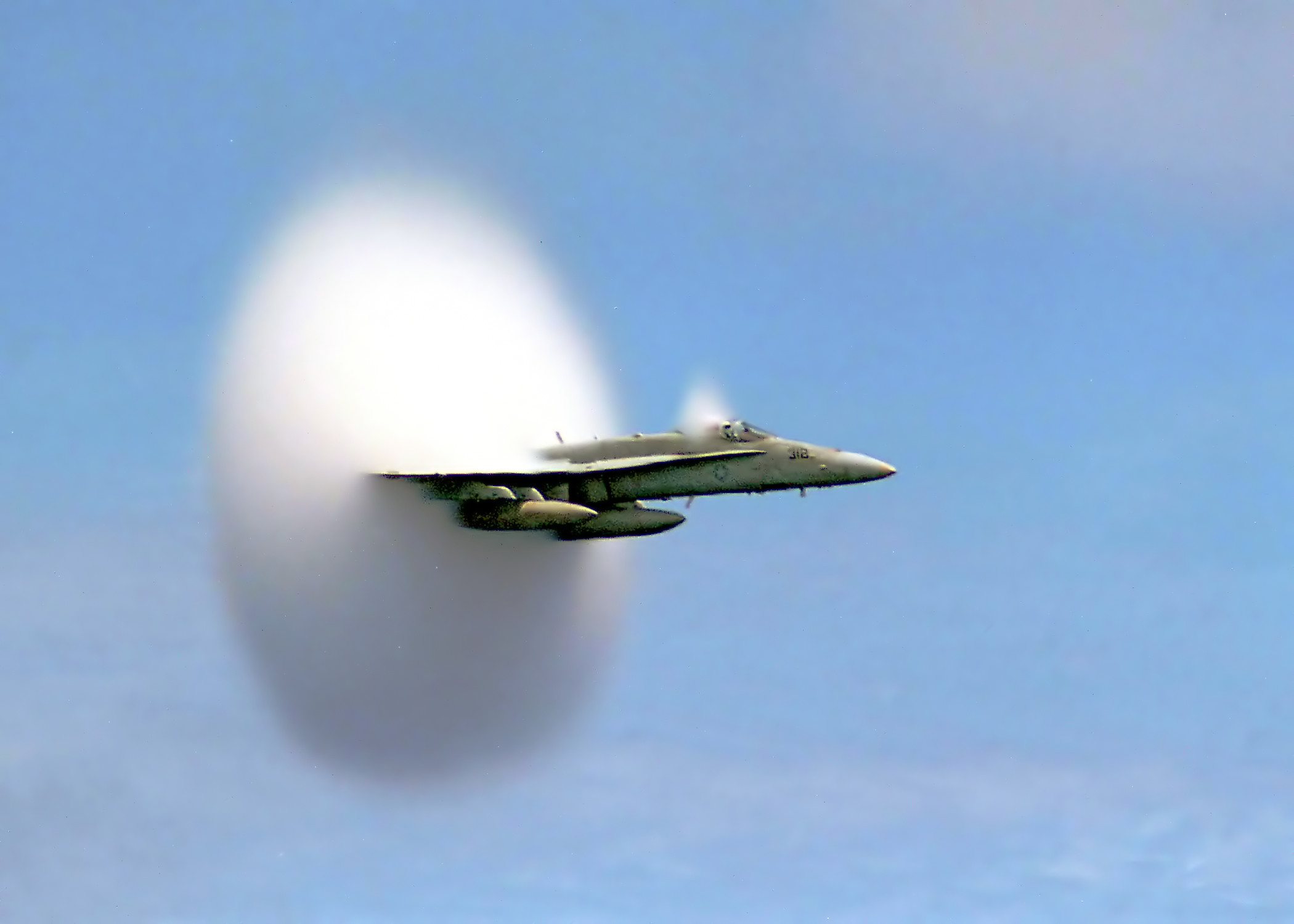
Un McDonnell Douglas F/A-18 Hornet de l'US Navy en vol supersonique. Le nuage blanc supersonique est formé par une diminution de la pression atmosphérique et de la température autour de la queue de l'avion.

Le mur du son est un concept de l'histoire de l'aviation basé sur les difficultés scientifiques et techniques rencontrées dans le domaine transsonique au cours de la première moitié du XXe siècle pour franchir la barre symbolique d'une vitesse égale à celle de la vitesse du son dans l'air, soit 340 mètres par seconde (1 224 km/h) dans un air à 15 °C. Cette région de vitesse correspond à l'apparition d'ondes de choc locales à l'approche de Mach 1 puis globale : un bang supersonique qui se propage à grande distance.

## Histoire
Le terme de mur du son a une origine historique. En effet, lorsque les aviateurs de la Seconde Guerre mondiale ont commencé à s'approcher de cette limite, ils ont remarqué des phénomènes d'instabilité et un « durcissement » des commandes de l'avion. Cette combinaison a rendu l'approche de cette limite particulièrement difficile, au point que les aviateurs avaient fini par l'appeler le « mur du son » pour reprendre un terme introduit par un ingénieur britannique des années 1940, W. F. Hilton. De plus les modèles mathématiques disponibles à cette époque accréditaient l'hypothèse d'une singularité de l'écoulement à ces vitesses.
Le pilote allemand Hans Guido Mutke affirme avoir été le premier à passer le mur du son en avril 1945 lors d'un piqué à 12 000 mètres avec son Messerschmitt Me 262 au cours duquel son cadran serait resté bloqué à 1 100 km/h après de violentes secousses.
Un avion expérimental britannique, inspiré du Messerschmitt 163 Komet, le De Havilland DH 108 Swallow, construit dans les années 1940 pour tester le domaine des vitesses transsoniques se désintégra aux approches de la vitesse du son coûtant la vie à son pilote d'essai le 27 septembre 1946, Geoffrey de Havilland Jr., le fils du constructeur Geoffrey de Havilland. Cet accident frappa l'imagination du public et accrédita l'idée qu'il s'agissait d'une limite infranchissable.
Chuck Yeager a franchi cet obstacle à bord du Bell X-1 le 14 octobre 1947.
Le commandant Roger Carpentier est le premier pilote Français à passer officiellement le mur du son, le 12 décembre 1952, à bord d'un Mystère II, au Centre d'essais en vol de Brétigny-sur-Orge,.
Le 17 janvier 1953, le Dassault MD 454 (Mystère IV), piloté par le colonel Constantin Rozanoff, est le deuxième avion français à passer le mur du son, en piqué.
Le 15 décembre 1953, Charles Goujon fit franchir à un prototype Espadon le mur du son en vol horizontal,.

## Le régime transsonique

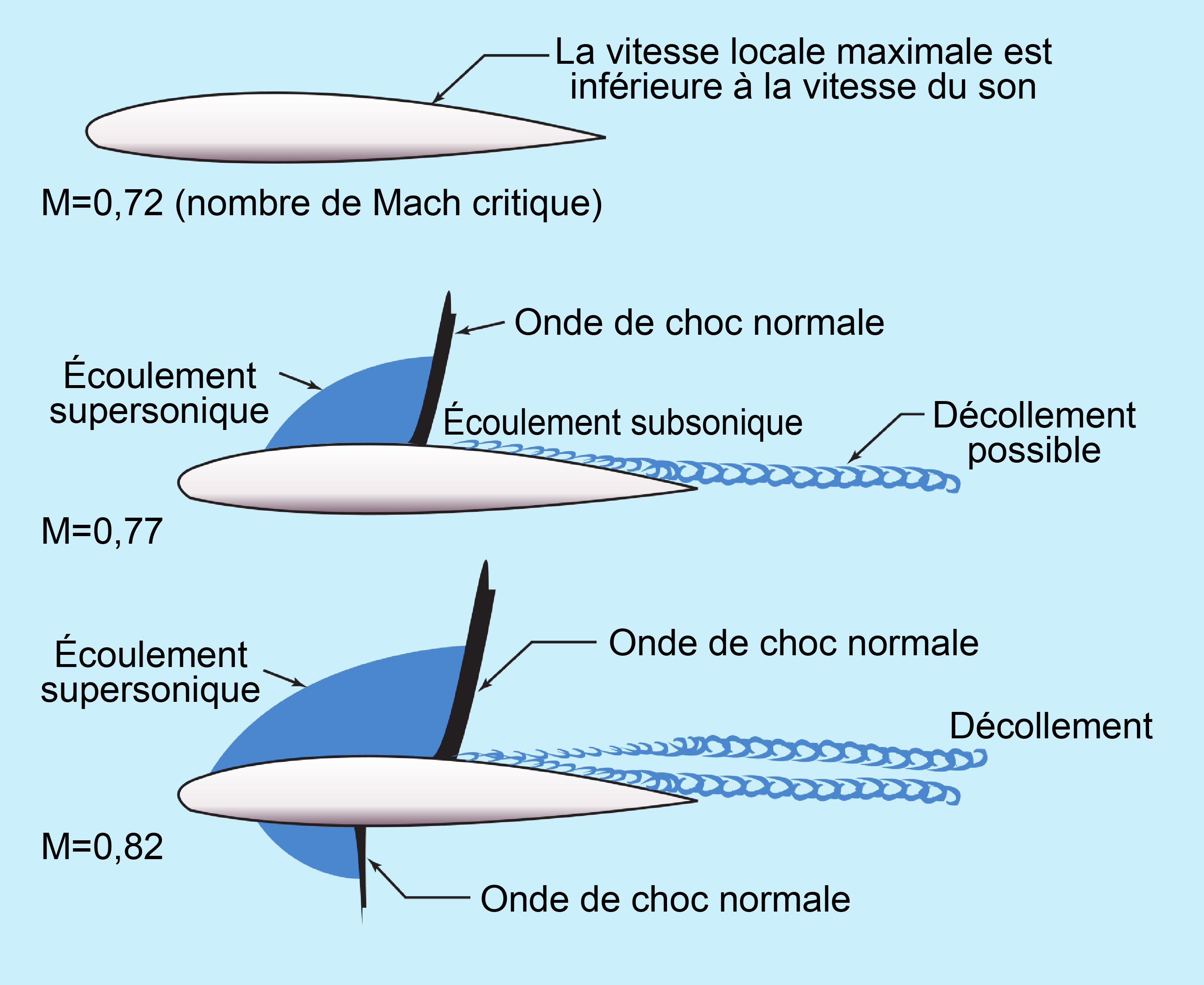
Écoulement sur une aile au voisinage du nombre de Mach critique.

Lorsqu'un avion dépasse le mach critique, environ 0,8, il se produit une forte détente isentropique entraînant des régions de l'espace supersoniques. La fin de ces régions est constituée par une onde de choc approximativement normale à la surface du corps. Ce phénomène qui apparaît brutalement modifie la pression pariétale et donc les caractéristiques aérodynamiques de l'avion. De plus il s'agit d'un phénomène instationnaire caractérisé par un tremblement et son apparition est très sensible à des paramètres de vol comme l'incidence. Il s'accompagne d'une augmentation importante de la traînée.
Ce phénomène peut être minimisé en jouant sur les profils d'aile de manière à repousser le choc vers le bord de fuite.

## Le régime supersonique

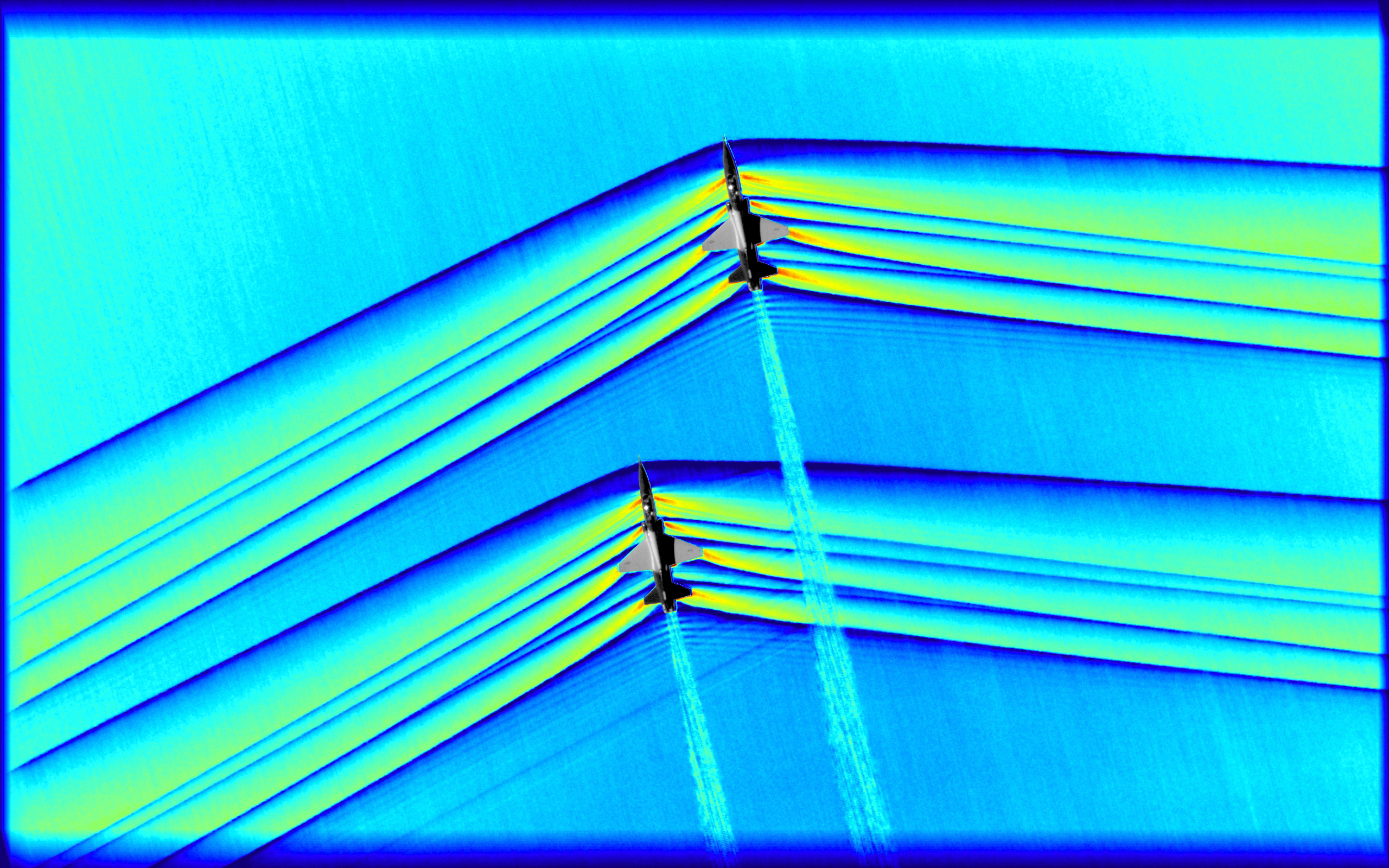
Visualisation par strioscopie en vol de deux Northrop T-38 Talon. On voit toutes les variations importantes de la masse volumique dont celle correspondante au choc à l'avant. La grande ouverture du cône de Mach indique une vitesse très faiblement supersonique (< 1,1).

Balayage du sol par une onde de Mach.

Lorsque l'avion atteint Mach = 1 on entre dans le régime supersonique caractérisé par une onde de choc attachée à l'avant de la carlingue. Celle-ci dégénère progressivement pour devenir une simple onde sonore de forme conique appelée onde de Mach, de demi-angle au sommet donné par les relations de Rankine-Hugoniot, égal à l'angle de Mach {\displaystyle \theta _{M}=\textstyle \arcsin 1/M}, M étant le nombre de Mach du mobile. L'onde balaie le sol à une vitesse de phase égale à la vitesse de l'avion. La trace du front de propagation est une hyperbole, intersection du cône avec la surface du sol supposée plane.
Il est possible d'estimer empiriquement la surpression au sol, laquelle dépend de nombreux paramètres : type et taille de l'avion, position relative à l'observateur, conditions atmosphériques,etc. Le signal de pression a généralement une forme en N avec un front de surpression suivie d'une diminution vers une sous-pression et un retour à la normale également sous forme d'un front très court. Les deux fronts constituent un signal audible. L'intervalle entre les deux (quelques dixièmes de seconde) ne permet généralement pas de les séparer. Toutefois la perception d'un « double bang » est possible pour une source de grande taille comme la navette spatiale américaine.
Le phénomène n'est pas isotrope du point de vue de l'énergie émise. Il est possible d'optimiser la conception pour minimiser la puissance envoyée vers le sol. C'est le but recherché dans le projet X-59 de la NASA.
On parle parfois de « passage du mur du son » bien que ceci ne corresponde pas à une variation de vitesse de l'avion.

## Objets supersoniques
Outre les avions, missiles, lanceurs, qui atteignent le vol supersonique par vitesse croissante, on note des objets qui font le chemin inverse ou restent en supersonique comme les météorites ou les objets effectuant une rentrée atmosphérique comme les sondes ou les navettes spatiales.
On peut également mentionner quelques cas plus anecdotiques :
- véhicule terrestre : le 15 octobre 1997, le Thrust SSC bat le record de vitesse au sol dans le désert de Black Rock au nord du Nevada et dépasse le mur du son en atteignant les 1 227,99 km/h ;
- chute d'un humain : le 14 octobre 2012, Felix Baumgartner saute d'un ballon gonflé à l'hélium d'une altitude de 36 529 mètres au-dessus du désert du Nouveau-Mexique. Il atteint 1 357,6 km/h[13],[14], soit 1,25 fois la vitesse du son ;
- fouet : le claquement d'un fouet long et souple résulte du passage de son extrémité en supersonique[15].